# Vasilisa (nombre)
El nombre femenino ruso Vasilisa es de origen griego (en griego: βασίλισσα: , basilissa), un título similar a "reina" o "emperatriz". Es la forma femenina  de Vasili, la forma rusa del nombre Basilio.
Su uso se inspira en una mártir cristiana del siglo III, Basilisa, y muchos otros santos primitivos venerados por el catolicismo y las iglesias ortodoxas orientales. Es el nombre  de varias princesas antiguas.

## Personalidades con el nombre
- Vasilisa Bardina
- Vasilisa Davankova
- Vasilisa Davydova
- Vasilisa Forbes
- Vasilisa Kozhina
- Vasilisa Marzaliuk
- Vasilisa Melentyeva
- Vasilisa Volodina
- Vasilisa Volokhova
- Vasilisa, nombre artístico de Brankica Vasić (Бранкица Васић), cantante serbia de música folk.

## Personajes ficticios
Hoy el nombre también se asocia con una princesa de cuento de hadas debido a su uso frecuente en los cuentos de hadas rusos. La princesa Vasilisa la Bella o Vasilisa la Sabia es un personaje habitual en los cuentos de hadas rusos, incluyendo La zarevna rana y Vasilisa la bella. A menudo se trata de una muchacha campesina que se eleva a esposa de un príncipe o es una princesa que se casa con el héroe después de ayudarle a cumplir tareas difíciles. A diferencia de otras heroínas de cuentos de hadas quienes esperan a ser rescatadas, Vasilisa a menudo lleva a cabo una serie de tareas que la ayudan en la derrota del villano de la historia. En los cuentos, también puede ser una exitosa ama de llaves, lo que le ayuda a ganarse el amor del príncipe.
Los personajes ficticios con este nombre incluyen:
- La princesa Vasilisa y el pájaro de fuego.
- Vasilisa la bella.
- Vasilisa La hija del Sacerdote.
- Vasilisa la Sabia.
- Vasilisa Dragomir, un personaje en la serie literaria The Vampire Academy de Richelle Mead.

## Nombres similares
- Basilisa